# 5. Kavallerie-Division (Deutsches Kaiserreich)
Die 5. Kavallerie-Division war ein Großverband der Preußischen Armee.

## Gliederung

### Kriegsgliederung 1870/71
- 11. Kavallerie-Brigade
- 12. Kavallerie-Brigade
- 13. Kavallerie-Brigade
- I. Reitende Abteilung/Magdeburgisches Feldartillerie-Regiment Nr. 4
- II. Reitende Abteilung/Hannoversches Feldartillerie-Regiment Nr. 10

### Kriegsgliederung bei Mobilmachung 1914
- 9. Kavallerie-Brigade
  - Dragoner-Regiment „von Bredow“ (1. Schlesisches) Nr. 4
  - Ulanen-Regiment „Prinz August von Württemberg“ (Posensches) Nr. 10
- 11. Kavallerie-Brigade
  - Leib-Kürassier-Regiment „Großer Kurfürst“ (Schlesisches) Nr. 1
  - Dragoner-Regiment „König Friedrich III.“ (2. Schlesisches) Nr. 8
- 12. Kavallerie-Brigade
  - Husaren-Regiment „von Schill“ (1. Schlesisches) Nr. 4
  - Husaren-Regiment „Graf Goetzen“ (2. Schlesisches) Nr. 6
- Reitende Abteilung/Feldartillerie-Regiment „von Podbielski“ (1. Niederschlesisches) Nr. 5
- MG-Abteilung Nr. 1
- Pionier-Abteilung

## Geschichte
Die Division wurde 1859 zunächst für die Dauer der Mobilmachung anlässlich des Sardinischen Krieges gebildet. Auch für die Dauer des Krieges gegen Frankreich war der Großverband 1870/71 erneut mobil. Im Rahmen der Mobilmachung zu Beginn des Ersten Weltkriegs ein weiteres Mal gebildet, wurde die Division zunächst an der Westfront eingesetzt und Ende Oktober 1914 an die Ostfront verlegt. Dort verblieb sie auch nach dem Frieden von Brest-Litowsk und wurde schließlich am 4. April 1918 aufgelöst.

### Gefechtskalender

#### 1914
- 04. bis 13. August – Grenzschutz- und Aufklärungskämpfe vor der Heeresfront der belgisch-luxemburgischen Grenze
- 14 bis 20. August – Gewaltsame Erkundung der feindlichen Stellungen bei Dinant
- 23. bis 24. August – Schlacht bei Namur
- 29. bis 30. August – Schlacht bei St.-Quentin
- 06. bis 9. September – Schlacht am Petit Morin
- 18. September bis 27. Oktober – Stellungskämpfe in der Champagne
- 27. Oktober bis 2. November – Transport nach dem Osten
- 03. bis 5. November – Kavalleriekämpfe an der Warte
- 09. November – Kavalleriekämpfe an der Warta
- 16. November bis 15. Dezember – Schlacht bei Łódź
- 30. November bis 4. Dezember – Schlacht bei Lask-Pabianice
- ab 18. Dezember – Schlacht an der Rawka-Bzura

#### 1915
- bis 9. Januar – Schlacht an der Rawka-Bzura
- 10. Januar bis 17. Februar – Reserve der Südarmee
- 18. bis 25. Februar – Kämpfe bei Rozniatow
- 26. Februar bis 2. März – Kämpfe nördlich Stanislau
- 06. bis 23. März – Gefechte bei Harasimow, Zabokruki, Puzniki
- 24. März bis 8. Mai – Stellungskämpfe am Dnjestr und an der bessarabischen Grenze
- 09. bis 13. Mai – Kämpfe zwischen Dnjestr und Pruth
- 14. Mai bis 7. Juni – Stellungskämpfe am Pruth
- 07. bis 8. Juni – Vormarsch über den Pruth
- 10. bis 28. Juni – Belagerung von Halicz durch Gruppe Marschall
- 13. Juli bis 28. August – Kämpfe bei der k.u.k. 1. Armee
  - 20. bis 21. Juli – Gefecht bei Zdary
- 29. bis 31. August – Einnahme von Kobryn, Verfolgung durch die Pripet-Sümpfe
- 04. bis 6. September – Schlacht bei Drohiczyn-Chomsk
- 08. bis 15. September – Verfolgung nach Pinsk
- 09. September bis 10. Oktober – Gefechte am Stochod
- ab 1. Oktober – Stellungskampf in den Pripet-Sümpfen

#### 1916
- Stellungskampf in den Pripet-Sümpfen

#### 1917
- bis 1. Dezember – Stellungskämpfe in den Pripet-Sümpfen
- 02. bis 17. Dezember – Waffenruhe
- ab 17. Dezember – Waffenstillstand

#### 1918
- bis 18. Februar – Waffenstillstand
- 04. April – Auflösung der Division

## Kommandeure
| Dienstgrad         | Name                           | Datum                                   |
| ------------------ | ------------------------------ | --------------------------------------- |
| Generalmajor       | Emil von Czettritz und Neuhaus | 14. Juni bis 25. Juli 1859              |
| Generalleutnant    | Albert von Rheinbaben          | 18. Juli 1870 bis 22. Mai 1871          |
| Generalmajor       | Karl von Ilsemann              | 02. August bis 26. Oktober 1914         |
| Generalmajor       | Fritz von Unger                | 27. Oktober bis 25. Dezember 1914       |
| Generalleutnant    | Ernst von Heydebreck           | 26. Dezember 1914 bis 13. Dezember 1915 |
| Würt. Generalmajor | Eberhard von Hofacker          | 14. Dezember 1915 bis 12. August 1916   |
| Generalmajor       | Rudolf Rusche                  | 13. August bis 18. September 1916       |
| Generalleutnant    | Fritz von Unger                | 19. September 1916 bis 30. Januar 1917  |
| Generalleutnant    | Adalbert von Wurmb             | 31. Januar 1917 bis 4. April 1918       |